# Vertiges (film, 1985)
Vertiges est un film français réalisé par Christine Laurent, sorti en 1985.

## Fiche technique
- Titre : Vertiges
- Réalisation : Christine Laurent
- Scénario : Christine Laurent
- Dialogues : Christine Laurent et Patrick Laurent
- Photographie : Acácio de Almeida
- Son : Pierre Befve et Pierre Lorrain
- Décors : Jean Laffront
- Costumes : Christine Laurent
- Musique : Wolfgang Amadeus Mozart
- Montage : Francine Sandberg
- Sociétés de production : Channel Four - Les Films du Passage - MK2 Productions
- Pays d'origine :  France
- Durée : 108 minutes
- Date de sortie : France, 6 novembre 1985

## Distribution
- Magali Noël
- Krystyna Janda
- Hélène Lapiower
- Paulo Autran
- Henri Serre
- Thierry Bosc
- Maria de Medeiros
- Jorge Silva Melo

## Sélection
- 1985 : Festival de Cannes (Semaine de la critique)

## Distinction
- Prix Kodac au Festival international du film de femmes de Créteil (1987)[1]